# Caborana
Caborana es una parroquia del concejo asturiano de Aller, en España, y un lugar de dicha parroquia.
En los 3,69 km² de superficie de la parroquia habitan un total de 1319 personas (2013).
El lugar de Caborana se halla a 260 metros de altitud y dista 13 km de la villa de Cabañaquinta, capital del concejo. 
Hasta el 6 de julio de 1959, en que fue separada por decreto del arzobispo Lauzurica y Torralba, la parroquia eclesiástica de Caborana pertenecía a la de Moreda.

## Entidades de población
Localidades que forman parte de la parroquia:
- Buciello (Bucieḷḷo), lugar;
- Caborana, lugar;
- Cantiquín (El Cantiquín), lugar;
- Los Collados (Los Coḷḷaos), casería;
- Conveniencia (Comenencia), casería;
- La Estrada (Estrada), lugar;
- Llanalamata (Yanalamata), casería;
- La Pinga, casería;
- La Primayor, casería;
- Sinariego, casería;
- El Tarancón, casería;
- La Tejera (La Teyera), casería;
- Legalidad (Legalidá), lugar;
- Legalidad Tercero (El Terceru Legalidá), lugar;
- Legalidad Quinto (El Quintu Legalidá), lugar.

## Personas ilustres
- Adolfo Camilo Díaz (escritor)
- Eloy Santiago Vallina García (empresario en México 1903-1960)